# Хребет Гаккеля
Хребет Гаккеля (раніше відомий як Нансеновська Кордильєра і Арктичний Серединно-Океанічний хребет) — середино-океанічний хребет, дивергентна границя тектонічних плит: Північно-Американської й Євразійської. Хребет розташовано у Північному Льодовитому океані між Гренландією і Сибіром, довжиною близько 1800 км. Геологічно з'єднує північну частину Серединно-Атлантичного хребта з Рифтом моря Лаптєвих.
Існування і приблизне місце розташування хребта Гаккеля було передвіщене відомим Радянським полярним дослідником Яковом Яковичем Гаккелєм і виявлено радянською арктичною експедицією в середині 20 століття. Хребет названо на його честь. Назву було затверджено у квітні 1987 року Підкомітетом з географічних назв і номенклатурі Особливості дна океану (SCGN, тепер SCUFN). 
На хребті відбувається повільна дивергенція зі швидкістю менш ніж 1 см/рік. У XX сторіччі хребет Гаккеля вважався не вулканічним; у 1999, вчені з атомних підводних човнів виявили активні вулкани на цьому хребті.

## Ресурси Інтернету
- Polar Discovery: Gakkel Ridge [Архівовано 23 лютого 2008 у Wayback Machine.]
- https://web.archive.org/web/20030803025730/http://diotima.mpch-mainz.mpg.de/~geo/Arctic/index.html
- https://web.archive.org/web/20030514042609/http://www.geolsoc.org.uk/template.cfm?name=Gakkel
- http://www.nature.com/cgi-taf/DynaPage.taf?file=/nature/journal/v421/n6920/abs/nature01351_r.html [Архівовано 22 грудня 2006 у Wayback Machine.]
- http://www.noaanews.noaa.gov/stories/s1081.htm [Архівовано 10 лютого 2003 у Wayback Machine.]
- https://web.archive.org/web/20070626060207/http://news.yahoo.com/s/ap/20070622/ap_on_sc/arctic_new_life
- Kristen Watson, Mar. 2001, Evidence of Recent Volcanic Activity Found Along the Slow-Spreading Gakkel Ridge [Архівовано 16 грудня 2005 у Wayback Machine.]